# مست‌آباد
مست‌آباد (به انگلیسی: Mustabad) یک روستا در هند است که در تلانگانا واقع شده‌است.

## خصوصیات
مست‌آباد ۴۹٬۸۷۹ نفر جمعیت دارد.